# 야스시
야스시(일본어: 野洲市)는 일본 시가현 남부의 비와호 남안에 있는 시이다.

## 인접한 자치체
- 모리야마시
- 릿토시
- 고난시
- 오미하치만시
- 가모군 류오정

## 역사
- 1889년 4월 1일 - 정촌제 시행과 함께 현 야스시 지역에 야스군 야스촌을 포함한 7개 촌이 성립하였다.
- 1911년 10월 17일 - 야스군 야스촌이 정으로 승격해 야스정이 되었다.
- 2004년 10월 1일 - 야스군 야스정, 주즈정이 합병해 시로 승격했다.

## 교통

### 철도
- 서일본 여객철도 도카이도 본선(비와코선)
  - (← 오미하치만시 시노하라역) - 야스역 - (모리야마시 모리야마역 →)

### 도로
- 국도 제8호선
- 국도 제477호선 (일본)(일본어판)

## 인구
| 연도 | 인구   | ±%     |
| ---- | ------ | ------ |
| 1960 | 24,091 | —      |
| 1970 | 26,938 | +11.8% |
| 1980 | 38,144 | +41.6% |
| 1990 | 43,671 | +14.5% |
| 2000 | 48,326 | +10.7% |
| 2010 | 49,955 | +3.4%  |
| 2020 | 50,513 | +1.1%  |